# ノイエンデッテルザウ
ノイエンデッテルザウ (ドイツ語: Neuendettelsau) は、ドイツ連邦共和国バイエルン州ミッテルフランケンのアンスバッハ郡に属す町村（以下、本項では便宜上「町」と記述する）で、大学町である。

## 地理

### 位置
ノイエンデッテルザウは、アンスバッハの東約18kmに位置し、町内をレドニッツ川の支流であるアウラハ川が流れている。

### 自治体の構成
この町は、公式には18の地区 (Ort) からなる。このうち小集落や孤立農場などを除く集落を以下に列記する。
| - アイヒ - ベヒホーフェン - ハーク - マウゼンドルフ - ノイエンデッテルザウ | - ロイト - ヴァッツェンドルフ - ヴェルンスバッハ - ヴォラースドルフ |

### 隣接する自治体
- ハイルスブロン
- ヴィンツバッハ
- ペータースアウラハ
- リヒテナウ

## 歴史
ノイエンデッテルザウに関する最も古い消息は、ハイルスブロン修道院の文書に由来する。1141年3月16日にローマ教皇インノケンティウス2世 (1130-1143)が、このシトー派修道院にノイエンデッテルザウ （Tetelsouueと記載されている）を含む土地を寄進したという話である。ところが、文献上での最も古い言及は、1298年になされている。Tetelsouueは、同名の城を有する入植地であり、元々ヘルマン・フォン・フェステンベルクが治めたが、後にゼッケンドルフ家、アイプ男爵家と領主が交替した。
アイプ男爵の騎士領は、1796年にプロイセン王国により皇帝直轄地の地位を剥奪され、1792年にプロイセンが獲得していたアンスバッハ侯領とともに、1806年バイエルン王国領となった。
ヴィルヘルム・レーエ (1808-1872) は、1854年5月に、現在のノイエンデッテルザウ奉仕団の前身にあたる "Bildungsanstalt des weiblichen Geschlechts zum Dienste der Unmündigen und Leidenden" （未成年者と病人をケアするための女性教育施設）を創設した。現在、この奉仕団は、この町の重要な雇用主であり、ドイツ最大の奉仕活動団体である。
2003年に、環境を巡るスキャンダルがこの町を震撼させた。ロイト地区のある農夫が有毒性廃棄物の被害にあった。これはバイオガス処理工場で発酵により生じたものであった。反応槽から流出した発酵残滓が土壌を汚染した結果であった。地方行政当局が、バイオガス処理工場での有毒廃棄物の処理を一部認可していたのであった。

## 行政

### 首長
ゲールハルト・コーン (CSU)

### 議会
議会は、21議席（第1町長を含む）からなる。

### 友好都市
- Treignac（フランス、コレーズ県）1996年

## 文化と見所

### 博物館
- 伝道博物館
- Löhe-Zeit 博物館

### 建築

聖ラウレンティウス教会

- 聖ラウレンティウス教会
- 聖ニコライ教会
- 聖フランツィスクス教会

## 経済と社会資本

### 交通
- アウトバーンA6号のインターチェンジ
- 鉄道 ヴィックレスグロイト - ヴィンツバッハ線 (R71) の停車駅

### 地元企業

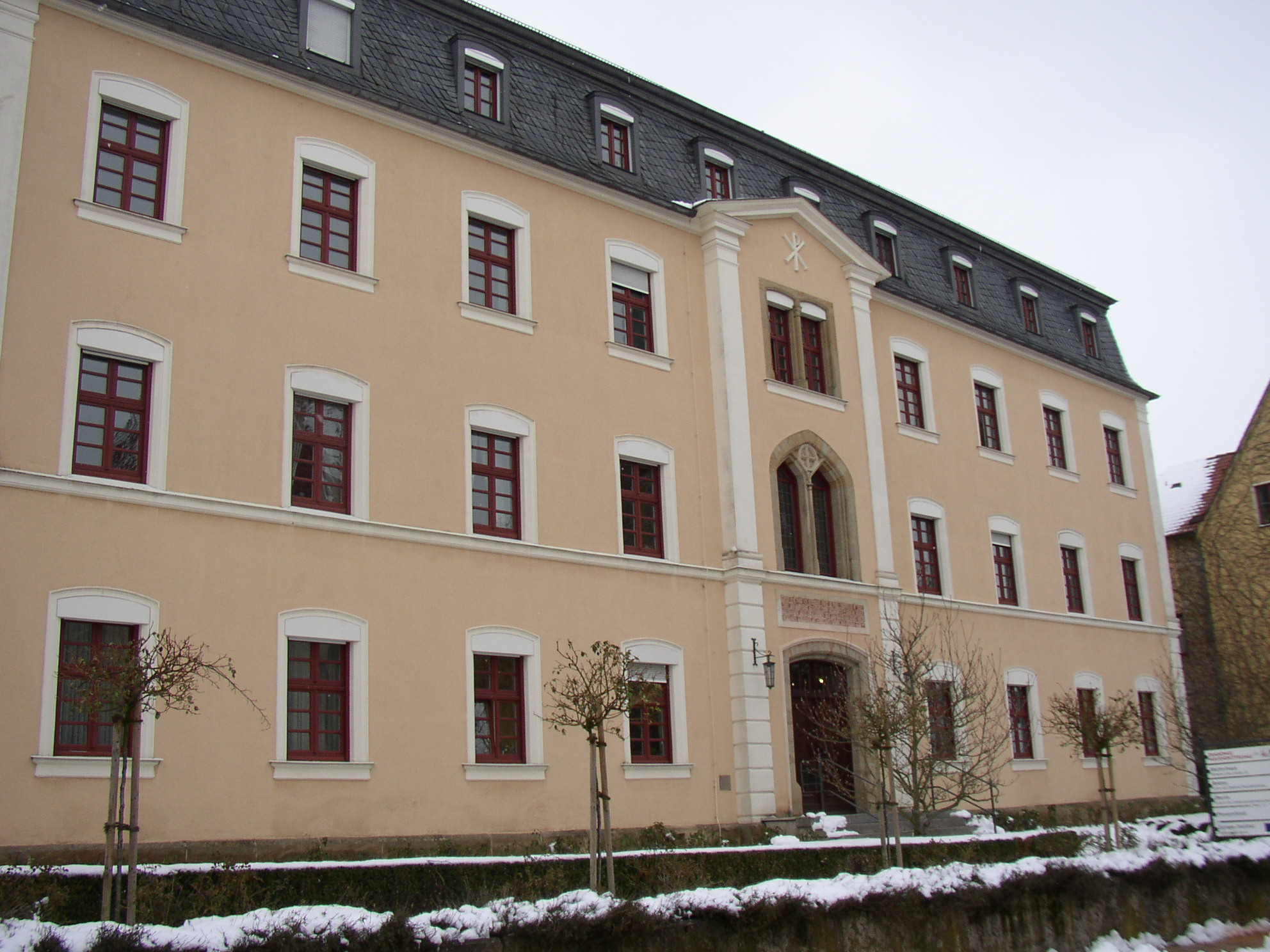
ノイエンデッテルザウ奉仕団の「母の家」

最大の雇用主はノイエンデッテルザウ奉仕団である。これに次ぐのが自動車部品製造のSellner GmbHである。この他、ノイエンデッテルザウ商工連盟は100以上の加盟者を持つミッテルフランケン最大の商工連盟である。

### 教育
ノイエンデッテルザウ奉仕団は、ラウレンティウス・ギムナジウムをはじめ多くの教育施設を有している。
アウグスターナ大学は、1947年にバイエルン福音派ルター派教会の地方会議における決議に基づき、神学の専門教育機関として創設された。

### 余暇
TSCノイエンデッテルザウe.V.は6つの種目（サッカー、バスケットボール、空手、陸上競技、体操、テニス）を有するスポーツクラブである。体操では、2002年から2006年まで4回ドイツ・マイスターとなっており、全国的に有名なクラブである。空手は松濤館流の「剛明館」と号する道場で、国際的な先生を迎えて行われる、bayerischen Breitensportweekend （バイエルン地方スポーツの週末）と呼ばれる教育コースに3回（2001年、2003年、2005年）参加している。

## 出身者
- ヴァルター・ブルケルト (1931 - ) 古典語学教授
- ハンス・マウラー (1933 - ) 元バイエルン州農業大臣
- ヒルデブレヒト・ブラウン (1944 - ) 元ドイツ連邦議会議員
- カール＝フリードリヒ・ベーリンガー (1948 - ) ヴィンツバッハ少年合唱団の合唱指揮者

## 引用
1. ↑  https://www.statistikdaten.bayern.de/genesis/online?operation=result&code=12411-003r&leerzeilen=false&language=de Genesis-Online-Datenbank des Bayerischen Landesamtes für Statistik Tabelle 12411-003r Fortschreibung des Bevölkerungsstandes: Gemeinden, Stichtag (Einwohnerzahlen auf Grundlage des Zensus 2011)
2. ↑  Bayerische Landesbibliothek Online